# Antonio Fosson
Antonio Fosson (ur. 11 października 1951 w Ivrei) – włoski polityk, samorządowiec i lekarz, senator, w latach 2018–2019 prezydent Doliny Aosty.

## Życiorys
Urodził się w Ivrei, pochodzi z Ayas. Ukończył studia medyczne i pracował jako chirurg. Związał się z partią Union Valdôtaine, w 2003 po raz pierwszy z jej ramienia znalazł się w parlamencie Doliny Aosty. W latach 2003–2008 sprawował we władzach regionu urząd asesora ds. zdrowia i polityki społecznej. W 2008 został wybrany do Senatu XVI kadencji z listy Vallée d'Aoste (koalicji regionalistów skupiającej m.in. Union Valdôtaine), zasiadł we frakcji autonomistów.
W 2013 powrócił do Conseil de la Vallée oraz na stanowisko asesora ds. zdrowia i polityki społecznej, z którego zrezygnował w czerwcu 2016. Kilka miesięcy później odszedł z macierzystej partii i założył ugrupowanie Pour notre vallée. W 2018 uzyskał reelekcję ze wspólnej listy Area civica–Stella Alpina–Pour notre vallée, następnie od czerwca do grudnia 2018 sprawował funkcję przewodniczącego parlamentu (dołączył także do nowego federacyjnego klubu). 10 grudnia 2018 po zmianie koalicji rządowej i wykluczeniu z niej Ligi powołany na stanowisko prezydenta Doliny Aosty. 16 grudnia 2019 zrezygnował z tej funkcji i mandatu parlamentarzysty po oskarżeniach o współpracę z mafią.